# Пакт Гора-Лаваля
Пакт Гора-Лаваля — таємна угода, укладена в грудні 1935 року між міністром закордонних справ Франції П’єром Лавалем і міністром закордонних справ Великої Британії сером Семюелем Гором для припинення Другої італо-ефіопської війни. Італія хотіла включити незалежну державу Абіссінію (Ефіопію) до Італійської імперії, а також помститися за принизливу поразку у битві при Адуа 1896 року. Пакт пропонував розділити Абіссінію і таким чином частково задовільнити прагнення італійського диктатора Беніто Муссоліні зробити Абіссінію італійською колонією.
Пропозиція була зустріта обуренням у Великобританії та Франції і не набула чинності. Гор і Лаваль були звільнені.

## Передумови
У 1935 році розпочалася Абіссінська криза та Друга італо-ефіопська війна . У Сполученому Королівстві багато людей та офіційна опозиція підтримали санкції Ліги Націй проти фашистської Італії. Домініони підтримали рішення також . Уряд сподівався, що жорсткі санкції проти Італії можуть відмовити нацистську Німеччину від подібних дій. У тому ж році уряд, виступаючи на підтримку Ліги Націй виграв Вибори в парламент Великобританії 1935 року.
8 грудня 1935 року Британський Міністр Закордонних справ сер Семюель Гор обговорив зі своїм Французьким колегою П’єром Лавалем (який був і Прем’єр-Міністром, і Міністром Закордонних справ), як покласти край війні. 9 грудня Британські газети оприлюднили деталі угоди, про віддачу більшої частини Ефіопії для Італії задля припинення війни. Британський кабінет міністрів не схвалив попередній план, але вирішив підтримати його, щоб не бентежити Гора. 

## Реакція

### Велика Британія
У Великій Британії пакт був зустрінутий хвилею морального обурення.  10 грудня опозиційна лейбористська партія заявила, що якщо повідомлення в пресі про зміст Пакту є правдивими, то рішення уряду суперечить політиці Ліги Націй, за рахунок якої він виграв на виборах 1935 року. 
Консерватори домінували в уряді і мало зважали на думку лівих. Однак вони звертали увагу, коли атаки надходили від  правих.  У статті на першій шпальті під назвою «Коридор для верблюдів» газета «The Times» 16 грудня засудила Пакт і заявила, що ніколи не було «найменшого сумніву в тому, що британська громадська думка підтримала б його для схвалення Лігою як справедливу та розумну основу для переговорів».  Архієпископ Кентерберійський Космо Ленг засудив Пакт у листі до The Times, а багато інших єпископів написали безпосередньо Премʼєр-Міністру Стенлі Болдвіну, щоб виступити проти Пакту. 

Дафф Купер, Державний секретар з питань війни, пізніше писав:
Перш ніж Дуче встиг заявити про себе, у Великій Британії піднявся шквал обурення. За весь мій досвід у політиці я ніколи не спостерігав настільки нищівної хвилі громадської думки. Навіть невибагливі виборці округу Сент-Джордж були глибоко зворушені. Поштова скринька була переповнена, і листи, які я отримував, писали не неосвічені чи надто емоційні люди, а відповідальні громадяни, які тверезо обдумали це питання. 
Глава консерваторів Віп сказав Болдвіну: «Наші люди цього не витримають».  Сер Остін Чемберлен у своїй промові до Консервативного комітету із Закордонних справ засудив Пакт і сказав: «Джентльмени не поводяться таким чином».  Пізніше Гарольд Ніколсон писав, що у нього були безсонні ночі, хвилюючись, чи зможе він утримати своє місце в уряді. 

### Франція
Палата депутатів обговорювала Пакт 27 і 28 грудня, Народний фронт засудив його, а Леон Блюм сказав Лавалю: «Ви намагалися і дати, і залишити собі. Ви хотіли і з’їсти торт, і зберегти його. Ви знецінили свої слова своїми вчинками, а свої вчинки – своїми словами. Ви зруйнували все інтригами, махінаціями та хитрістю... Не усвідомлюючи значущість великих моральних питань, ви знизили все до рівня своїх дріб’язкових методів». 
Івон Дельбос заявив: «Ваш план мертвий і похований. З його провалу, який є настільки повним, наскільки це можливо, ви могли б – але не зробили – зробити особистий висновок. Випливають два уроки. Перший – ви опинилися в глухому куті, тому що засмутили всіх, не задовольнивши Італію. Другий – ми повинні повернутися до духу Статуту [Ліги Націй], зберігаючи згоду з націями, які зібралися в Женеві». 
Поль Рейно звинуватив уряд у тому, що він допомагає Гітлеру, руйнуючи англо-французький союз.  На вотумі недовіри французький уряд отримав більшість у 296 голосів проти 276, причому 37 радикалів проголосували за уряд. 

## Результат
Британський уряд відкликав план, і Гоар подав у відставку. На початку 1936 року Італія розпочала новий, більш масштабний наступ із застосуванням отруйного газу і 5 травня 1936 року увійшла в Аддіс-Абебу. 

## Історіографія
Алан Джон Персиваль Тейлор стверджував, що ця подія «вбила Лігу [Націй]» і що пакт «був абсолютно розумним планом, який узгоджувався з попередніми актами Ліги на основі примирення від Корфу до Маньчжурії», який мав би «завершити війну, задовольнити Італію та залишити Абісинію з більш життєздатною національною територією», але «здоровий глузд цього плану, в умовах того часу, став його головним недоліком». 
Військовий історик Корреллі Барнетт стверджував, що якби Британія відштовхнула Італію, то вона «була б потенційним ворогом який контролюватиме головну імперську лінію зв’язку Англії в той час, коли вона вже була під загрозою з боку двох існуючих потенційних ворогів на протилежних кінцях цієї лінії [Німеччини та Японії]. Якщо ж – що ще гірше – Італія воюватиме в майбутній війні як союзник Німеччини або Японії, або обох одразу, британцям доведеться вперше з 1798 року залишити Середземне море». Тому, на думку Барнетта, провокувати Італію було «було вкрай небезпечною нісенітницею провокувати Італію» через військову та морську слабкість Британії, і саме тому пакт був розумним варіантом. 

## Дивіться також
- Італо-ефіопський договір 1928 року